# Antonio Nardi (letterato e matematico)
Antonio Nardi (Arezzo, 1598 – 1648?) è stato un matematico e letterato italiano.

## Biografia
Antonio Nardi (1598-1648?) fu un uomo di lettere toscano conosciuto per i suoi studi geometrici con Galileo Galilei e i suoi discepoli, Michelangelo Ricci e Evangelista Torricelli. È autore delle Scene (a volte citate come Scene Toscane o Accademiche), un caotico manoscritto che spazia dalla filosofia alla fisica, dalla letteratura alla matematica.

### I primi anni
Si sa molto poco dei primi anni di vita di Nardi. Fino a poco tempo fa, anche la data e il luogo di battesimo (8 novembre 1598 in Santa Maria della Pieve ad Arezzo) erano incerti. I suoi genitori, Lazzaro Nardi e Caterina Tondinelli, appartenevano alla nobiltà provinciale minore di origini fiorentine. Nardi si laureò in utroque iure all’Università di Pisa nel 1621. Fu probabilmente là che venne in contatto con alcuni galileiani, come Benedetto Castelli, titolare della cattedra di matematica a Pisa, amico di vecchia data e sostenitore di Galileo.

### Gli anni della maturità
Negli anni 1630, Nardi fu attivo nel gruppo di allievi di Castelli a Roma che comprendeva Evangelista Torricelli, Michelangelo Ricci e Raffaello Magiotti. Nardi, con Torricelli e Magiotti, scrisse numerose lettere a Galileo elogiando il suo Dialogo sopra i due massimi sistemi del mondo e criticandone i detrattori dopo la pubblicazione nel 1632. Galileo, riconoscendone la devozione, si riferiva a loro come al suo “triumvirato” romano. Nel 1635 uno zio di Nardi, Baldassarre Nardi, gli procurò un incarico alla corte del cardinale Giovanni Francesco Guidi di Bagno a Roma, punto di riferimento di molti intellettuali, come il bibliotecario del cardinale, Gabriel Naudé. Nardi restò a servizio del cardinale fino alla sua morte nel 1641.
In questo periodo, Nardi continuò a corrispondere con Galileo, mandandogli saggi dei suoi studi di geometria, le Ricercate Geometriche sopra Archimede, che consisteva in dimostrazioni aggiornate e più efficaci dei teoremi originali di Archimede ottenute applicando il nuovo metodo degli indivisibili sviluppato da Bonaventura Cavalieri. Non conosciamo le risposte di Galileo, ma le successive lettere di Nardi indicano che Galileo approvava il suo lavoro e che Nardi stava prendendo in considerazione di pubblicarlo. Sembra però che il progetto sia stato abbandonato quando Galileo morì nel 1642, poco dopo la morte dell’altro mentore di Nardi, il cardinale di Bagno.

### Dal 1642 alla morte
Abbiamo poche informazioni sulle attività di Nardi dal 1642 in poi. Sebbene le sue lettere non ci siano pervenute, Nardi è menzionato frequentemente nella corrispondenza di Torricelli, Ricci e Marin Mersenne. In questo periodo, Nardi iniziò a scrivere le Scene, la versione più completa delle quali è contenuta nel Ms. Gal. 130 della Biblioteca Nazionale Centrale di Firenze. Ricci si impegnò per far pubblicare il manoscritto, avendo contribuito in parte alle Scene con il suo lavoro matematico, ma il progetto non fu mai realizzato.
Non sappiamo niente di quando e dove Nardi morì. Dopo la morte di Bonaventura Cavalieri e Torricelli per un’epidemia di tifo nel 1647, non ci sono più sue tracce nella corrispondenza galileiana. È probabile che anch’egli sia stato ucciso dal tifo.

## LeScene
Lungo quasi 1.400 pagine, il Ms. Gal. 130 rappresenta l’apice del lavoro di Nardi, combinando materiali geometrici con argomenti relativi a quasi ogni campo del sapere, dalla teologia alla filologia. Scritta in un elegante toscano letterario, tutta l’opera mostra un alto livello di raffinatezza, sebbene lo stesso Nardi ammettesse di non aver portato contributi decisivi in alcun campo.
La cosa strana è che questo lavoro, che salta in modo indiscriminato da meditazioni sulla filosofia aristotelica a commenti sui Saggi di Montaigne, sembra privo di ogni tipo di organizzazione. Nonostante la chiara grafia con cui è scritto, il manoscritto ha l’aria di una bozza, come se Nardi avesse buttato giù i suoi pensieri così come gli venivano in mente; ma altre copie del manoscritto indicano che Nardi mantenne il disordine delle Scene anche in successive elaborazioni. Anzi, in un sommario che compare a metà dell’opera, l'autore scherza su questo "caos filosofico":
Le Scene non furono mai pubblicate, e questo è probabilmente il motivo per cui Nardi è oggi un personaggio quasi sconosciuto. Detto questo, è importante rilevare che non era così ai suoi tempi: Torricelli, Magiotti e Mersenne videro parte del lavoro di Nardi e ne ebbero grande considerazione. Inoltre, Ricci collaborò strettamente con Nardi alle Scene, contribuendo con alcuni dei suoi studi geometrici che sarebbero stati pubblicati in seguito nella Geometrica Exercitatio del 1666. Dopo la morte di Nardi, Francesco Redi, suo parente e medico di corte dei Medici, ne ereditò le carte e vi trovò un’altra copia del manoscritto delle Scene che comprendeva un trattato anatomico opera di uno dei suoi discepoli, Giuseppe Zambeccari.